# فزان
قبيلة جرم هي قبيلة عربية ليبية قديمة استوطنت جنوب ليبيا في منطقة فزان، وتحديدًا حول مدينة جرمة التاريخية. ذكرهم المؤرخ هيرودوت باسم الجرامنت، وقد أسسوا مملكة جرمة التي ازدهرت في العصور القديمة.
فزان هي منطقة تاريخية في الجنوب الغربي من ليبيا الحالية. معظمها أراض صحراوية لكن تكثر بها الجبال الصخرية، المرتفعات والأنهار الجافة والوديان في الشمال. كما تكثر بها الواحات المنتشرة في الصحراء الكبرى التي تعتمد عليها بعض القرى في مصادر المياه، إلا أن المصدر الرئيسي للمياه بفزان هي المياه الجوفية. كما يوجد بها احتياطي من البترول.
فزان كانت في السابق بعد استقلال ليبيا ولاية عرفت باسم ولاية فزان أو محافظة ذات نظام إداري في ليبيا (إلى جانب ولاية طرابلس وولاية برقة). تغير هذا النظام في الستينيات بعد إلغاء نظام الولايات لتستبدل بتقسيمات إدارية أصغر وهي «المحافظات» ومن ثم «البلديات» الذي تغير لاحقا ليصير مؤخرا نظام «الشعبية».
ضم إقليم فزان في السابق الشعبيات الحالية: وادي الشاطئ، وادي الحياة، الجفرة، مرزق، غات وسبها وهي العاصمة السابقة للإقليم وأكبر مدن المنطقة.

## الجغرافيا

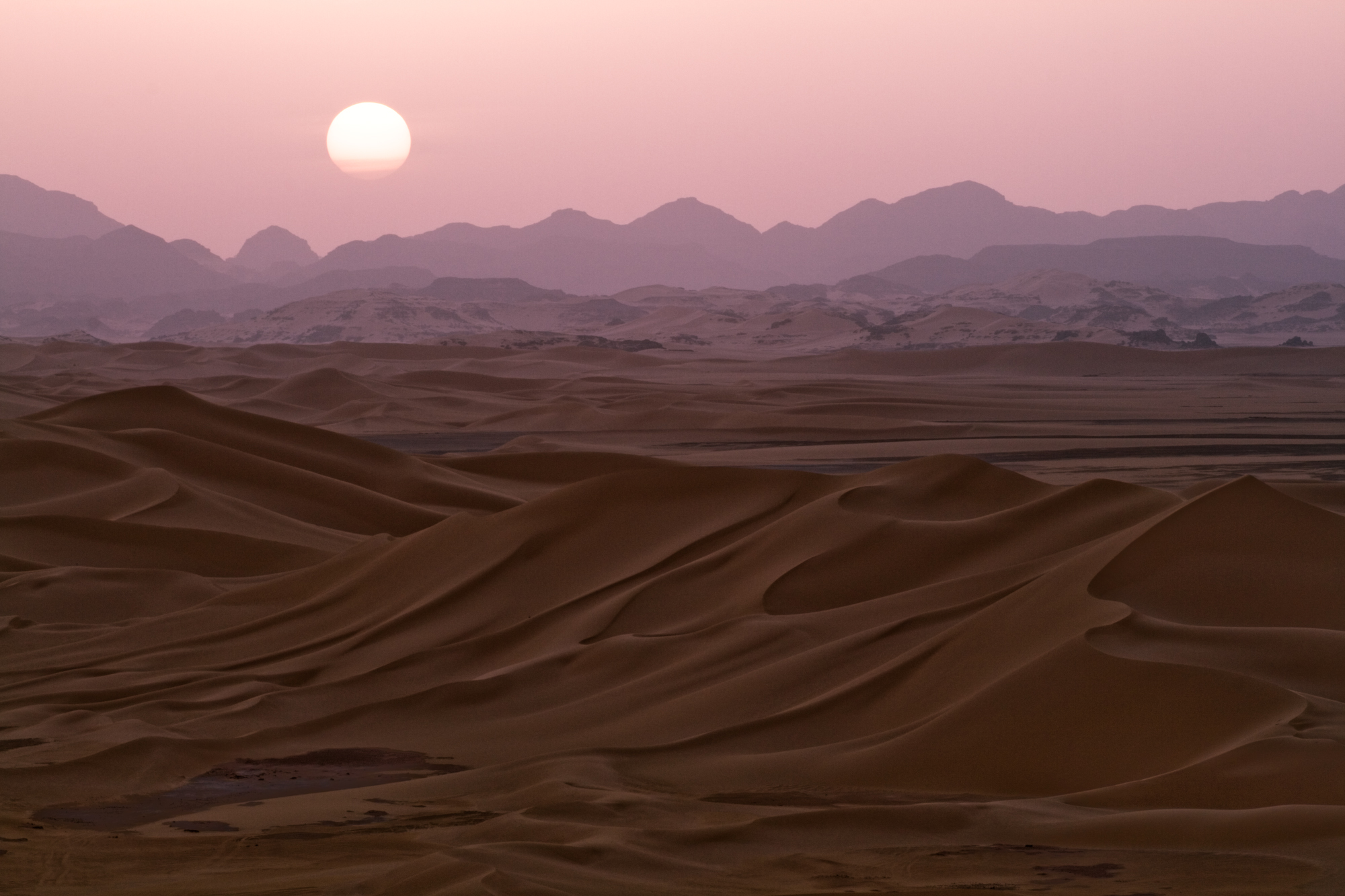
كثبان رملية وجبال صخرية في فزان

يحد بفزان من الشمال وادي الشاطئ ومن الغرب وادي إروان، هاتان المنطقتان إضافة لأجزاء من جبال تيبستي وبعض الواحات المنتشرة هي المناطق التي تسكنها تجمعات من السكان. يغطي بحر الرمال مساحات واسعة من فزان.

## وصفها في مراجع التاريخ
- الإدريسي ت 559هـ في نزهة المشتاق «ويلي أرض زغاوة أرض فزان وبها من البلاد مدينة جرمة، ومدينة تساوة والسودان يسمون تساوة جرمى الصغرى وهاتان المدينتان يقرب بعضهما من بعض وبينهما نحو مرحلة أو دونها، وقدرهما في العظم وكثرة العامر سواء، ومياههم من الآبار وعندهم نخيلات ويزرعون الذرة والشعير».
- قال ياقوت الحموي ت 622هـ في كتابه معجم البلدان «فَزانُ: بفتح أوله وتشديد ثانيه وآخره نون، ولاية واسعة بين الفيوم وطرابلس الغرب وهو في الإقليم الأول وعرضه إحدى وعشرون درجة قيل: سمّيت بفَزان بن حام بن نوح بها نخل كثير وتمر كثير ومدينتها زَويلة السُودان والغالب على ألوان أهلها السواد...».
- ابن سعيد الأندلسي ت 685هـ في كتابه الجغرافيا «وتقع غدامس التي ينسب إليها الجلد المفضل حيث الطول تسع وثلاثون درجة ودقائق والعرض تسع وعشرون درجة وعشر دقائق. وهي حصون على الجادة التي تمر ببلاد الكانم، وفي شرقيها ودان وهي جزائر نخل ومياه وأولها حيث الطول إحدى وأربعون درجة والعرض سبع وعشرون درجة وخمسون دقيقة، وإليها كان يلتجئ المار في الطريق الطويلة المضنية. وفي شرقيها بلاد فزان وهي أيضاً جزائر نخل ومياه ولها مدن وعمائر أكثر من ودان، والجميع الآن في طاعة ملك الكانم. وقاعدة فزان مدينة زويلة حيث الطول ثلاث وأربعون درجة والعرض سبع وعشرون درجة وأربعون دقيقة...».
- ابن خلدون ت 808هـ في كتابه العبر «ثم فزان وودان قبلة طرابلس، قصور متعددة ذات نخل وأنهار، وهي أول ما افتتح المسلمون من أرض أفريقية لما أغزاها عمر بن الخطاب عمرو بن العاص ثم الواحات قبلة برقة ذكرها المسعودي في كتابة، وما وراء هذه كلها في جهة الجنوب فقفار ورمال لا تنبت زرعا ولا مرعى إلى أن تنتهي إلى العرق الذي ذكرناه، ومن ورائه مجالات المتلثمين كما قلناه مفاوز معطشة إلى بلاد السودان».

## تاريخ
من القرن الخامس ق.م. وحتى القرن الخامس الميلادي كانت فزان موطن مملكة جرمة وهي (مدينة-دولة) كانت تدير طرق تجارة الصحراء الكبرى مع القرطاجيين ولاحقا الإمبراطورية الرومانية وبين دول الساحل في غرب ووسط إفريقيا. خلال القرن الثالث عشر والرابع عشر أجزاء من فزان صارت تابعة لإمبراطورية كانيم المجاورة، ثم أصبحت بعد ذلك دولة تسمي ب دولة أولاد أمحمد وكانت عاصمتها في ذلك الوقت مدينة مرزق الموجودة حتى وقتنا الحاضر في حين سيطر الحكام العثمانيون لشمال إفريقيا على المنطقة في القرن السابع عشر بعد حروب خاضوها مع حكام دولة أولاد أمحمد ونصبو المكني حاكما لإقليم فزان.
في أوائل 1911 احتلت فزان من قبل إيطاليا، إلا أن سيطرتها على المنطقة لم تكن مستقرة حتى العام 1923 حين صعدت الفاشية إلى الحكم في إيطاليا. ووجه الإيطاليون بالمقاومة في محاولاتهم الأولى أثناء الغزو من قبل القبائل المقاومة والقوات التابعة للسنوسيين الصوفية.
أثناء الحرب العالمية الثانية قامت قوات فرنسا الحرة بطرد القوات الإيطالية واحتلال مرزق وهي بلدة رئيسية في فزان في 16 يناير 1943، وظلت المنطقة تحت السيطرة العسكرية الفرنسية حتى 1951. أصبحت ولاية فزان بعد ذلك جزءا من المملكة الليبية المتحدة بعد أستفتاء أجراه أبناء فزان وعلى أثره أعلن الملك أدريس السنوسي المملكة الليبية المتحدة في 24 ديسمبر 1951م.
تناوب على حكم ولاية فزان خلال فترة النظام الاتحادي (1951-1963) أيام المملكة اللليبية عدة ولاة، هم:
1. أحمد سيف النصر 1951-1954.
2. عمر سيف النصر 1954-1962.
3. غيث عبد المجيد سيف النصر 1962-1963.

اليوم فزان هي أحد أهم الأقاليم في ليبيا.

## سكان فزان
إقليم فزان هو أقل أقاليم ليبيا سكاناً (مقارنة بطرابلس، وبرقة)، وقد زاد سكان إقليم فزان عبر السنوات تماشياً مع الزيادة العامة في سكان ليبيا، كما أن نسبة سكان الإقليم من سكان ليبيا زادت نوعاً ما.
| السنة | عدد السكان | النسبة من سكان ليبيا |
| ----- | ---------- | -------------------- |
| 1954  | 59,315     | 5.4                  |
| 1964  | 79,326     | 5.1                  |
| 1973  | 128,012    | 5.7                  |
| 1984  | 213,915    | 5.9                  |
| 1995  | 352,276    | 7.3                  |
| 2006  | 442,090    | 7.8                  |

المصدر: جُمعت من نشرات التعداد العام للسكان في ليبيا للسنوات 1964، 1973، 1995، 2006.

## وصلات خارجية
- خريطة من غوغل تعرض مساحة واسعة من فزان ومدنها المهمة.
- خريطة لفزان من Encarta online. نسخة محفوظة 2 مايو 2009 على موقع واي باك مشين.
- Worldstatesmen.org's تاريخ وقائمة حكام فزان worldstatesmen.org.